# Küfferle (Unternehmen)
Küfferle war ein bekannter Wiener Schokoladenhersteller. Der Name existiert noch als Marke von Lindt & Sprüngli.

## Geschichte
Das Unternehmen wurde 1865 oder 1866 von den Brüdern August Josef (1844–1911) und Josef oder Alois Küfferle, einem ehemaligen Korvettenkapitän, sowie einer Schwester, in Untermeidling, einem heutigen Teil des 12. Wiener Gemeindebezirks Meidling, gegründet. Ihr Vater war der Leinwand- und Baumwollfabrikant Josef Ignaz Anton Küfferle (1810–1849); die Mutter Maria (geb. Fassnach) stammte aus Bierlingen in Württemberg. Der Großvater väterlicherseits war der aus Konstanz stammende Josef Ignaz Küfferle (1775–18??), der im Jahre 1806 nach Wien kam und hier eine Leinwandfabrik gründete. Die Großmutter väterlicherseits war eine gewisse Anna Hähnke.
Das nötige Kapital für die Unternehmensgründung stammte aus einem geerbten Vermögen. Anfangs spezialisierte sich das Unternehmen vor allem auf die Erzeugung von Malzprodukten wie Bonbons, stieg im Laufe der Jahre vermehrt auf die Schokoladenproduktion um, wodurch es mit seinen Produkten einen ausgezeichneten Ruf erlangte. Ab dieser Zeit firmierte das Unternehmen als Wilhelmsdorfer Malzproduktion und Chokoladenfabrik Josef Küfferle & Co. (Wilhelmsdorf war einst ebenfalls eine eigenständige Gemeinde und gehörte mittlerweile ebenfalls zu Meidling). Nach einigen Jahren zahlte August Josef Küfferle, der nach der Matura am Schottengymnasium eine Drogistenlehre absolviert hatte, seine Geschwister aus und blieb alleiniger Geschäftsführer und Inhaber des mittlerweile angewachsenen Unternehmens.
Zu den Produkten zu dieser Zeit zählten vor allem Malzbonbons, Koch- und Speiseschokoladen, Kakaopulver und Pralinés, wobei die Produktpalette nicht nur in Österreich-Ungarn Anklang fand, sondern auch ins Deutsche Reich und auf den Balkan geliefert wurde. Niederlassungen des Unternehmens befanden sich unter anderem in Rumänien, Bulgarien, Galizien und Ungarn. 1892 wurden erstmals die sogenannten Katzenzungen, eine hauchdünne Schokolade, produziert. Diese wurden eines der erfolgreichsten Produkte des Unternehmens und sind noch heute (Stand: 2019) unter dem Firmennamen Küfferle und dem Küfferle-Schriftzug auf jeder einzelnen Katzenzunge erhältlich. Kurz vor August Josef Küfferles Tod beschäftigte das Unternehmen im Jahre 1910 200 Mitarbeiter.
Am 25. August 1911 starb Küfferle im Alter von 67 Jahren in Hinterbrühl bei Wien und hinterließ das Unternehmen an die nächste Generation. Aus der Ehe mit Aurelia Schwach – die beiden heirateten 1866 in Wien – entstammten vier Söhne, darunter August (1889–1967), Walter (1890–1965), Josef und ein namentlich heute unbekannter Sohn, wobei alle vier Söhne im Unternehmen des Vaters tätig waren. Nach dem Ersten Weltkrieg gingen die ausländischen Niederlassungen des Unternehmens verloren. Im Jahre 1925 wurde die Firma in eine Aktiengesellschaft umgewandelt und beschäftigte in den folgenden Jahren durchschnittlich 400 Personen. Im Jahre 1950 erfand das Unternehmen die sogenannten Schokoladeschirmchen, damals noch als Schoko-Knirpse bezeichnet, die ein ebenfalls legendäres Produkt neben den Katzenzungen wurden und noch heute (Stand: 2019) unter dem Firmennamen Küfferle vertrieben werden. Der Firmensitz befand sich jahrzehntelang bei der Adresse Eichenstraße 60, unweit des Bahnhofs Meidling.
1959 beschäftige die Küfferle Aktiengesellschaft 210 Arbeiter und 50 Angestellte. Im Jahre 1972 wurde das Unternehmen an die Schokoladenfirma Hofbauer verkauft und genießt noch immer österreichweit durch Produkte wie die Schokoschirmchen und die Katzenzungen einen sehr hohen Bekanntheitsgrad, auf deren Verpackung bzw. deren Prägung der Name Küfferle bis heute präsent ist. Hofbauer selbst gehört seit 1994 zum Schweizer Schokoladenhersteller Lindt & Sprüngli.